# 후옌
후옌(베트남어: Huyện / 縣)은 베트남의 세부 행정 구역 분류 유형으로 2급 행정 구역 단위로 대한민국의 ‘군 (행정 구역)’과 유사한 개념으로 도시 오부에 적용되는 행정 구역이다. 
731개의 세부 행정 구역이 존재하며, 도시에 적용되는 꽌(베트남어: Quận / 郡), 타인포(城舖), 티싸(市社)와도 동일한 지위를 가진다. 꽌과 후옌은 중앙직할시 또는 성의 하위 단계이며 2단계 행정 단위이다. 3단계 행정 단위에서는 다시 티쩐(市鎮)과 싸(社)로 세분된다.

## 역사
현은 15세기 이후로 존재해 왔다. 1945년 이전 현은 군으로 불리기도 했고, 그 이전에는 현의 세부 단위인 현도 또는 부(府)로 불리기도 했다. 1832년 민망 황제에 의한 행정 재편은 현의 지위에 근본적인 영향을 미치지 못했지만, 현, 부를 더 큰 단위인 성(省) 아래 두어 행정적 중앙집중화를 이루었다. 지방의 현과 군은 위치는 영향을 받지 않은 채 유지되었다.

## 비교
대한민국에서는 시골 지역에 적용되는 행정 구역 단위로서 현(縣)은 존재하지 않고 군(郡)을 사용한다. 베트남에서 군은 대한민국의 구(區)에 해당하며 중앙직할시 단위에서만 적용한다.
| 적용 범위 | 베트남  | 대한민국 | 비고                        |
| --------- | ------- | -------- | --------------------------- |
| 시골      | 현 (縣) | 군 (郡)  | 대한민국에는 현 단위가 없음 |
| 도시      | 군 (郡) | 구 (區)  | 베트남에는 구 단위가 없음   |

## 같이 보기
- 방 (행정 구역)

## 참조
1. ↑  Hack & Rettig 2006
31 Phủ is an administrative subdivision of a province
32 Huyện is an administrative subdivision of a Phủ
2. ↑  Whitfield 1976, 118쪽
Each province was divided into several phu or prefectures
3. ↑  Lach & Van Kley 1998, 1278쪽
The huyện was an administrative unit – a subprefecture – within the province, which first came into use in the fifteenth century. See [b]
4. ↑  Gallica 1834, 475쪽
A cette époque il a voulu marcher sur les traces de l'empereur de Chine et a divisé son royaume en tinh ou métropoles. Il y a laissé les phù et les huyên comme auparavant. L'ordre a été changé, mais le fond de l'administration est le même.
5. ↑  Ramsay 2008, 37쪽
Provinces (tỉnh) over which directly appointed governors-general (tổngđốc), one to every two provinces, and every two provinces, and governors (tuấn phủ), to every other province, ruled. Under the provincial structure, a descending hierarchy of smaller territorial jurisdictions was organized: these included the prefecture (phủ), the district (huyện), the canton (tổng), and the village … Just as bureaucratic order provided the foundation for the administration of the kingdom, attention to key sites of ritual power projected.

## 참고 자료
- “Gallica”. 《Journal asiatique》 (프랑스어) (Paris, France: Société asiatique, Centre national de la récherche scientifique). 1834.
- Hack, Karl; Rettig, Tobias, 편집. (2005). 《Colonial Armies in Southeast Asia》. Routlege. ISBN 978-0415334136.
- Lach, Donald F.; Van Kley, Edwin J. (1998). 《A Century of Advance》. Asia in the Making of Europe III. UP Chicago. ISBN 978-0226467696.
- Ramsay, Jacob (2008). 《Mandarins and Martyrs: The Church and the Nguyen Dynasty in Early Nineteenth-Century Vietnam》. UP Stanford. ISBN 978-0804756518.
- Whitfield, Danny J. (1976). 《Historical and Cultural Dictionary of Vietnam》. Rowman & Littlefield / Methuen. ISBN 978-0810808874.